# Gall Force
Gall Force (ガルフォース) é uma série de animes de ficção científica do estúdio Artmic, e com produção da Youmex e AIC. O primeiro lançamento foi em 1986, com o longa "Gall Force: Eternal Story". No ano seguinte, teve inicio o lançamento das séries OAV e filmes: "Destruction" (1987); "Stardust War" (1988); "Rhea Gall Force" (1989); "Earth Chapter" (1989, 1991) e "The Revolution" (1996).
No futuro, 200 anos se passaram desde que a humanidade derrotou o exército MME e seu líder, a inteligência artificial GORN caiu nas mãos de Genova, o líder de uma evolução dos seres humanos geneticamente modificados conhecido como o Yuman, e os efeitos da guerra são visíveis ainda hoje. As pessoas agora vivem em cidades abobadado, controle da população está na vanguarda da preocupação, e os planetas estão ligados por uma rede de computadores singular. Agora, o destino da Terra está nas maos de um homem Yuman que desencadeia o programa GORN na rede, revive seus desejos de oprimir e exterminar a humanidade de todo o universo! Cabe ao Catty andróide e uma equipe de mulheres para ajudar a salvar toda a humanidade mais uma vez!
Este anime também foi exibido na na tv no programa U.S. Manga da extinta Rede Manchete.É considerado por alguns fãs de anime um clássico dos anos 80.